# ARtBON
Die ARtBON – Sammlung und Stiftung für Kunst und Kultur ist eine Kunstsammlung und Stiftung mit Sitz auf einem weitläufigen Gelände an der Brühlstrasse in Arbon in der Schweiz. Die Sammlung wurde 2019 vom Architekten und Kunstliebhaber Heinz Nyffenegger in eine Stiftung überführt und ist seitdem in den Sommermonaten für die Öffentlichkeit zugänglich. Sie umfasst rund 800 Exponate zeitgenössischer Kunst von etwa 130 Kunstschaffenden aus der Schweiz und den Nachbarländern.
Die Sammlung präsentiert Malerei, Skulptur und Plastik, Installationen und Raumkunst. Der 2023 errichtete Ausstellungspavillon im ARtBON-Garten wird für Wechselausstellungen genutzt.

## Geschichte
Die Geschichte von ARtBON begann in den 1980er-Jahren mit dem Erwerb einer grossen, blauen Skulptur, die heute vor ARtBON steht. Dieser Kauf markierte den Beginn der Sammlung. Mit dem Kauf der Liegenschaft an der Brühlstrasse entwickelte sich die Sammlung in ihrer heutigen Form. Es wurden systematisch Kunstwerke vorwiegend von Ostschweizer Kunstschaffenden erworben und Aufträge für die Gestaltung ganzer Räume erteilt.
Das Gelände, auf dem ARtBON sich befindet, erstreckt sich über eine Fläche von 3500 m² und 1000 m² Garten. Dieses grosse, verwinkelte Areal ermöglicht es, Werke verschiedenster Stilrichtungen des aktuellen Kunstschaffens zu präsentieren.

## Sammlung
In der Sammlung sind Werke von schweizerischen, deutschen und einigen internationalen Künstlern des 20. und 21. Jahrhunderts vertreten, wie zum Beispiel:
- Roman Signer
- Klaus Prior
- Armin Göhringer
- Peter Somm
- M. S. Bastian
- Jürgen Brodwolf
- Franz Eggenschwiler
- Mario Dilitz
- Schang Hutter
- Roger Rigorth
- Laurent Reypens
- Victorine Müller
- Cornelia Konrads